# Maja Marijana
Maja Marijana (serbisk kyrilliska: Маја Маријана) egentligen Marijana Radovanović (serbisk kyrilliska: Маријана Радовановић), född 8 november 1972 i Belgrad, Socialistiska republiken Serbien, SFR Jugoslavien, är en serbisk pop-folksångerska.
Marijana hade betydande succéer i bland annat forna Jugoslavien. Hon hade gjort elva album sedan hon började sjunga  1992.

## Diskografi
- Ja nisam devojka lutalica (1992)
- Bio mi je dobar drug (1993)
- Posle nas (1994)
- Vrati se rođeni (1996)
- Pukni srce (1997)
- Il me ljubi, il me ubi (1999)
- I ne pamtiš (2001)
- Vezanih očiju (2003)
- Napraviću lom (2005)
- Žena zmija (2007)